# Sony Ericsson P990i
Sony Ericsson P990i為Sony Ericsson於2006年10月所推出的智慧型手機，內建200萬畫素自動對焦相機。此機種在當時堪稱地表最強手機。

## 特色
本機種為P系列的第一支支援WCDMA的手機，採用Symbian V9.1作業系統，操作介面升級至 UIQ 3.0。相機部分則大為升級，由從前的30萬升級至200萬。而這次QWERTY鍵盤的設置位置與前輩（P910i）也有所不同。（P910i為設於掀蓋的內側，而P990i為在手機上）擁有許多專為商務人士所設計的功能，如WLAN、名片辨識等。

## 批評
P990i在歐美市場大受歡迎,但在亞洲市場方面,因硬體容量不足(只有64MB RAM),中文版本因系統佔據空間過大而經常當機.加上有手機病毒入侵出現.因此延期發售.
直到R9E韌體版本才有改善.但在2007年8月被後繼者 P1i 取代.

## 前、後續機種
P800→P900→P910i→P990i→P1i